# Probe für einen Mord
Probe für einen Mord ist ein US-amerikanischer Fernsehfilm aus dem Jahr 1982. Die Hauptrolle dieses Kriminalfilms spielte Robert Preston, Regie führte David Greene. Der Film ist auch unter dem Titel Eine Probe für den Mörder bekannt.
Der unter dem Arbeitstitel Cold reading für CBS produzierte Film wurde in den USA zum ersten Mal am 26. Mai 1982 ausgestrahlt. Seine Premiere im deutschsprachigen Raum erfuhr er am 21. Dezember 1989 im DFF.

## Handlung
Alex Dennison ist ein Theaterautor. Ein Jahr ist vergangen, seit seine Geliebte, die Schauspielerin Monica Wells, kurz vor ihrer geplanten Hochzeit Selbstmord beging. In einer Rückblende erfährt der Zuschauer, was geschehen ist:
Es war der Abend nach der Premiere des neuen Stückes von Alex, in der sie ihre erste Hauptrolle gespielt hat. Während die Schauspieler sich auf der Premierenfeier vergnügen, müssen der Geldgeber Walter Lamb, Regisseur Lloyd Andrews und Alex erfahren, dass die Kritiken weit hinter den Erwartungen zurückbleiben. Monica wirkt zwar gefasst, fällt aber dennoch durch sonderbares Verhalten auf. Eigentlich wollte sie allein sein, mitten in der Nacht ruft sie jedoch Alex an, der daraufhin ins Auto steigt und zu ihr fährt. Als er ankommt ist seine Geliebte jedoch tot und die Polizei sieht als erwiesen an, dass sie sich selbst das Leben genommen hat, indem sie sich aus dem Fenster stürzte. Alex glaubt nicht an einen Selbstmord.
Jetzt, genau ein Jahr später, bestellt er die damalige Schauspielertruppe samt Regisseur und Produzent ins Theater von damals unter dem Vorwand ein neues seiner Stücke vorstellen zu wollen – einen Krimi. Ziemlich schnell wird klar, dass Alex in diesem Stück die Vergangenheit aufrollt und den Tod Monicas verarbeitet, den er als Mordfall darstellt. In den Proben müssen die Schauspieler Szenen spielen, in denen sie als Personen mit realistischen Motiven belastet werden. Die Emotionen werden natürlich gereizt.
Es kommt zur Aussprache und Alex verkündet frei heraus, dass er mit seinem Skript vorhat, Monicas Mörder eine Falle stellen zu wollen. Als die Schauspieler empört gehen wollen, taucht ein Polizist aus dem Schatten des Zuschauerraumes auf, der sich die „Probe“ ansieht, um Alex’ neue Erkenntnisse zum Mordfall kennenzulernen. Die Schauspieler lassen sich zum Bleiben überreden und die Probe geht weiter. Während Alex die Versammelten weiter unter Druck setzt, lässt er auf der Bühne das Schlafzimmer von Monica für die letzte Szene nachbilden.
Zwischenzeitlich fliegt der vermeintliche Polizist als der Schauspieler Frank Heller auf. Erneut kommt es zur Eskalation, die Alex damit beendet, dass er die übrigen mit einer Waffe bedroht. Zurück auf der Bühne, geraten Leo und Karen immer mehr unter Druck, als Alex auf die Alibi-Frage zu sprechen kommt. Es zeichnet sich ab, dass Leo unter Verdacht steht. Als er schwer belastet wird, will er Reißaus nehmen, und es kommt zum Tumult. Im Durcheinander entlarvt sich der falsche Polizist Heller nun selbst als Täter, da er kraft der Kenntnis von Monicas Schlafzimmer in die ihm gestellte Falle tappt. Es stellt sich heraus, dass überraschenderweise alle Anwesenden außer ihm eingeweiht waren und die Probe ganz allein für ihn inszeniert worden war, um ihn zu überführen und zu einem Geständnis zu bewegen.

## Auszeichnungen
Die Drehbuchautoren Richard Levinson und William Link wurden für den Fernsehkrimi im Jahr 1983 mit dem Edgar Allan Poe Award in der Kategorie Bestes Drehbuch für einen Fernsehfilm oder eine Miniserie ausgezeichnet.

## Kritiken
Das Lexikon des internationalen Films lobt Eine Probe für den Mörder als fürs „kriminalistisches Kammerspiel, das, obwohl sehr dialoglastig, spannend und intelligent unterhält; auch schauspielerisch und inszenatorisch ansehnlich.“